# 小行星5082
小行星5082（英語：5082 Nihonsyoki）是一颗围绕太阳公转的小行星。1977年2月18日，香西洋树、古川麒一郎在木曾町发现了此天体。
这颗小行星的绝对星等为56.25817等。